# Alga (cratera)
Alga é uma cratera marciana. Tem como característica 19.2 quilômetros de diâmetro. Deve o seu nome à localidade Alga situada no Casaquistão.